# Мечетне (Казахстан)
Мече́тне (каз. Мешіт) — село у складі Камистинського району Костанайської області Казахстану. Входить до складу Камистинського сільського округу.
Населення — 62 особи (2021; 327 у 2009, 615 у 1999, 798 у 1989).